# Cratere Polifemo
Polifemo è un cratere da impatto sulla superficie di Teti.
Prende il nome da Polifemo, il ciclope accecato da Ulisse.